# Polo celeste

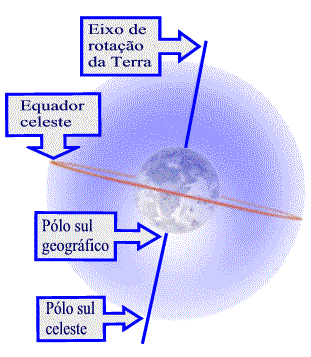
Diagrama da Terra e da esfera celeste (imaginária), mostrando as relações do equador e dos polos terrestres com suas projeções na esfera.

Em astronomia, polos celestes são pontos imaginários determinados pela projeção dos polos geográficos da Terra na esfera celeste.

## Movimento aparente
À noite, o céu parece girar de leste para oeste, concluindo uma volta em aproximadamente 24 horas (dia sideral). Este fenômeno é devido à rotação da Terra.
Os polos celestes apresentam a característica de permanecerem fixos no céu, enquanto os outros pontos parecem girar em volta deles.

## Sistema de coordenadas equatorial
Os polos celestes são também os polos do sistema equatorial de coordenadas celestes, significando que eles têm declinações de 90 graus e -90 graus (polos norte e sul celestes, respectivamente).

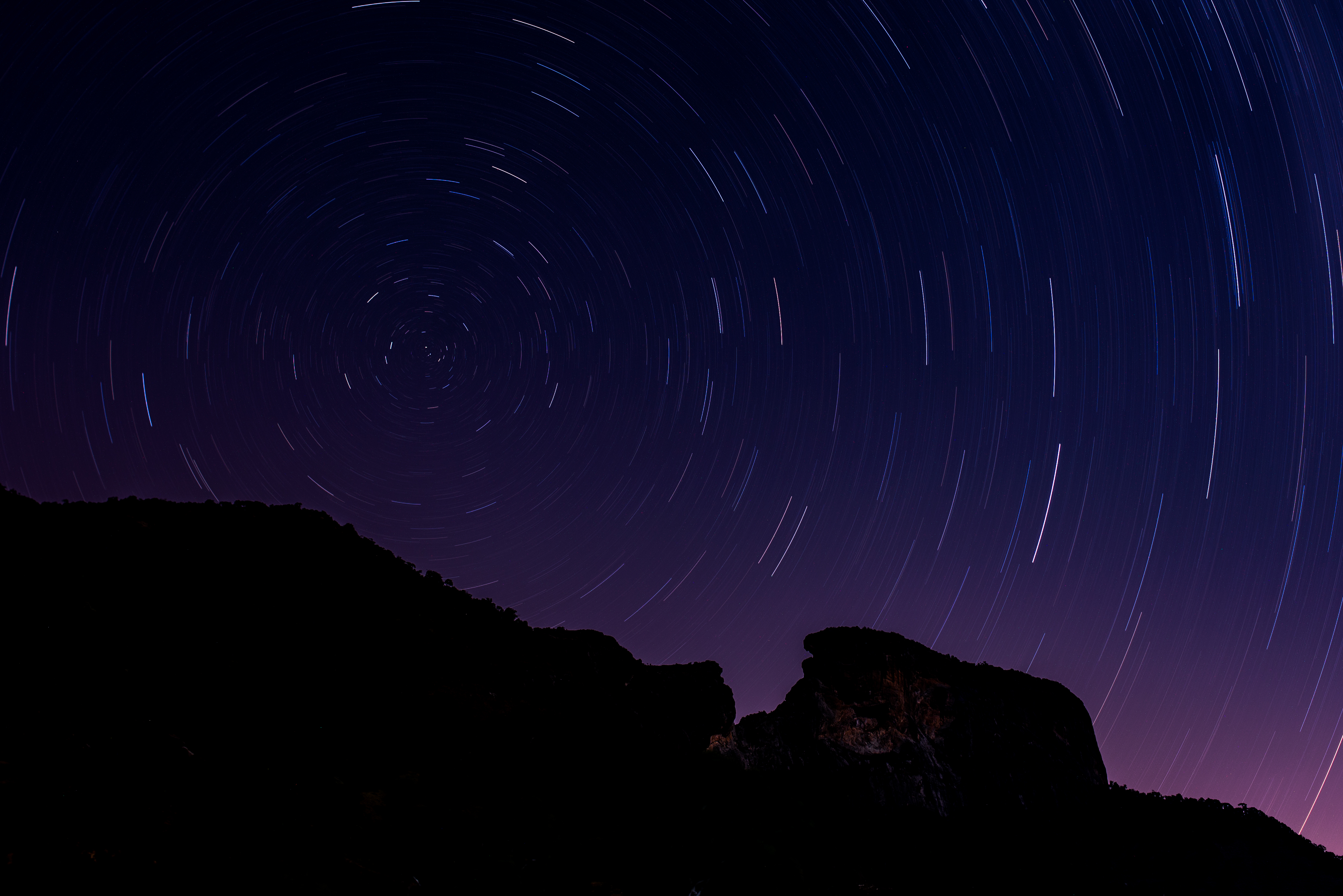
Foto de longa exposição que permite identificar o Polo Sul Celeste no centro da rotação aparente do céu noturno. Foto feita em São Bento do Sapucaí - SP.

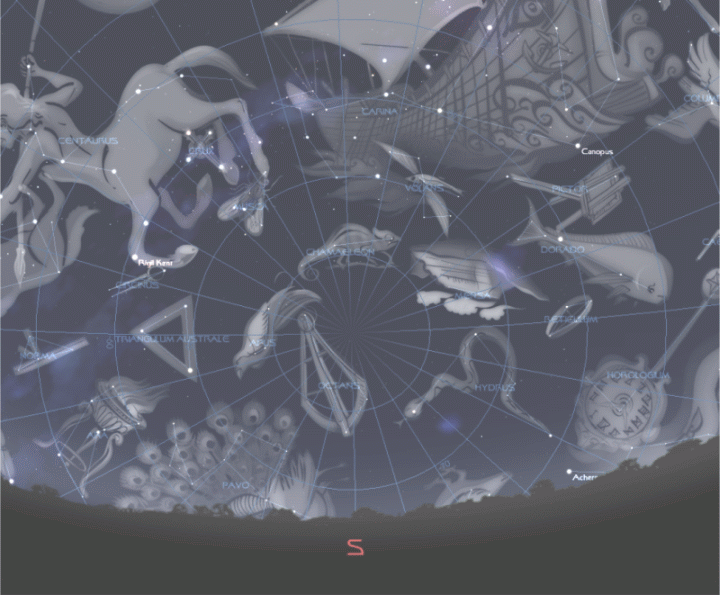
Polo sul celeste visto da latitude 25° sul, com desenhos dos meridianos celestes e das constelações próximas. Observar o "Cruzeiro do Sul" no canto superior esquerdo da imagem, com seu eixo maior apontando, aproximadamente, para o polo sul celeste.